# بروگان (اورگن)

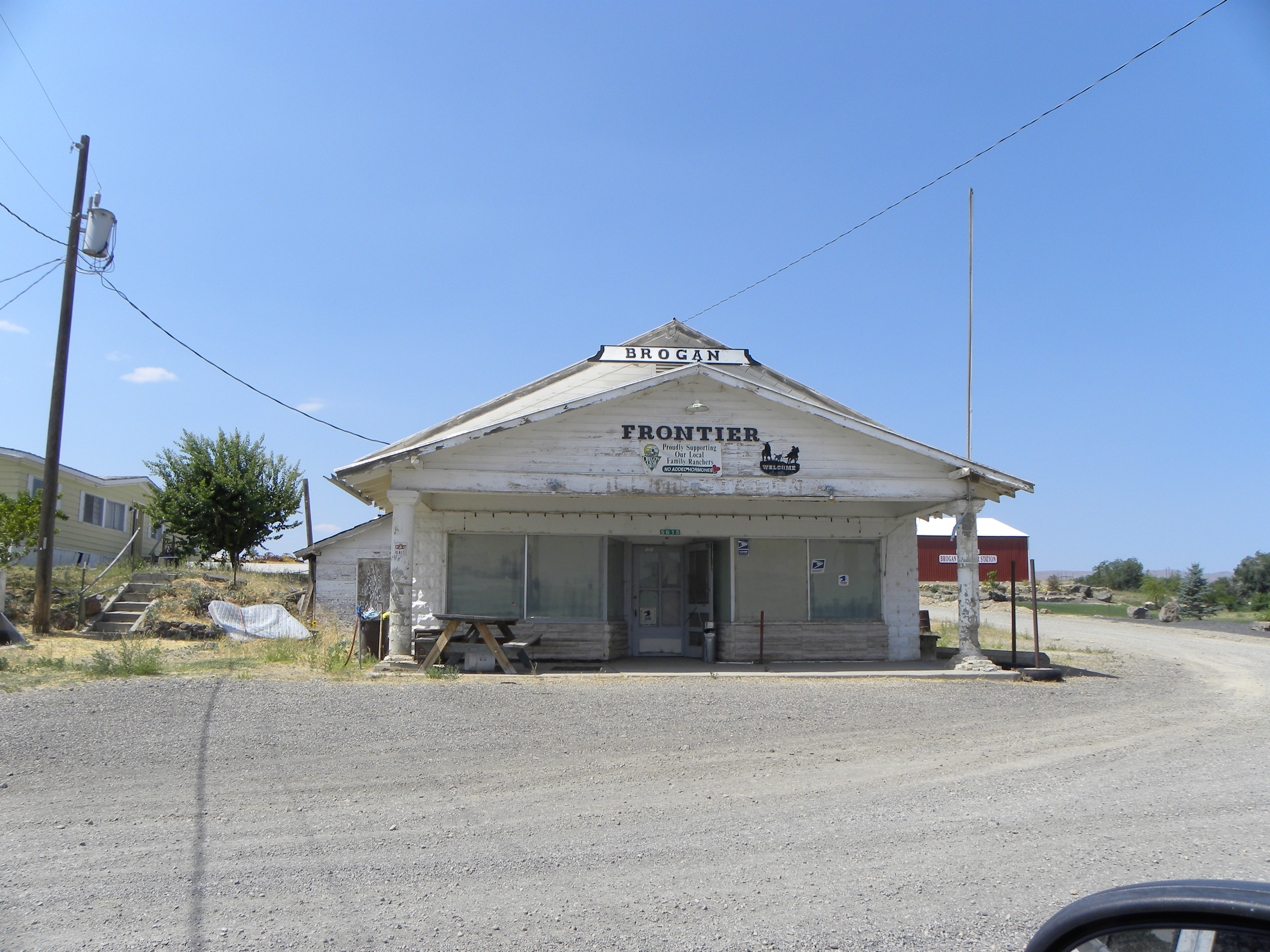
فروشگاه بروگان

بروگان، اورگن (انگلیسی: Brogan, Oregon) مکانی است که به لحاظ قانونی ثبت نشده و محل تعیین سرشماری (CDP) در شهر مالهیور اورگان، ایالات متحده است و در مسیر شاهراه اتوبان ۲۶ ایالات متحده قراردارد. بروگان در سال ۱۹۰۹ تأسیس شد، و هنگامی که در ۲۳ آوریل محل اداره پست آن بنا شد، نام آن را بروگان نامگذاری کردند. بروگان در انتهای شمالی خط را آهن اتحادیه از ویل در مرز اقیانوس آرام واقع شده‌است.